# Sint-Antoniuskapel (Thorn)

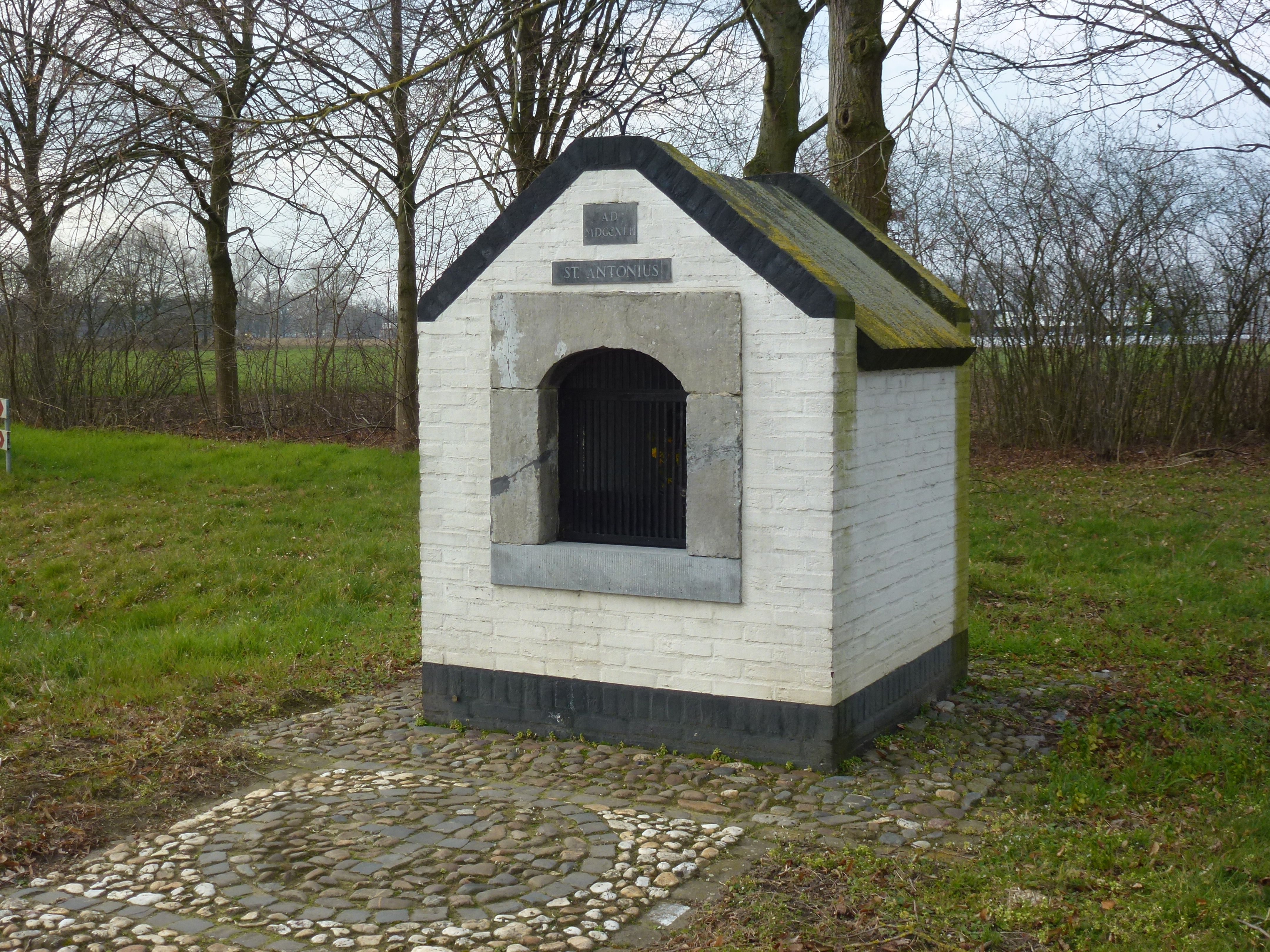
Sint-Antoniuskapel

De Sint-Antoniuskapel is een veldkapel in het Thorn in de Nederlandse gemeente Maasgouw. De kapel staat ten noorden van het dorp aan de Heerbaan waar de Boekenderweg hierop uitkomt.
Op ongeveer 250 meter naar het oosten staat de Sint-Rochuskapel, op ongeveer 425 meter naar het zuiden staat de Sint-Annakapel en op ruim 300 meter naar het westen staat de Loretokapel (Kapel Onder de Linden).
De kapel is gewijd aan de heilige Antonius van Padua.

## Geschiedenis
In 1742 werd de kapel gebouwd.
In 1923 werd het kapelletje gerestaureerd, maar in 2005 werd het kapelletje kapotgereden door een dronken automobilist. Het werd in 2006 enkele meters verderop weer opgebouwd.
In november 1979 werd de kapel ingeschreven in het rijksmonumentenregister.

## Bouwwerk
Voor de kapel ligt er een bestrating van Maaskeien waarin een kruis is gelegd en de letter A vormt.
De wit geschilderde bakstenen kapel op zwarte plint is een niskapel gebouwd op een rechthoekig plattegrond en wordt gedekt door een donker verzonken zadeldak van zwart geschilderde betonplaten. De frontgevel en achtergevel zijn een puntgevel met op de top van de frontgevel een smeedijzeren kruis. Boven de nis zijn er twee gevelstenen ingemetseld, waarbij de bovenste de tekst "A.D. MDCCXLII en de onderste ST. ANTONIUS toont. In de achtergevel is een gevelsteen aangebracht die de jaren van restauraties toont: 1923 en 2006.
In de frontgevel bevindt zich de rondboogvormige nis met een hardstenen omlijsting. De nis wordt afgesloten met ijzeren traliewerk en is van binnen wit geschilderd. In de nis staat een Antoniusbeeldje dat de heilige toont in een bruine monnikspij, terwijl hij op zijn linkerhand een boek draagt waarop het kindje Jezus zit.